# Alice Coltrane
Alice Coltrane (de soltera, Alice McLeod; Detroit, 27 d'agost de 1937-Los Angeles, 12 de gener de 2007) va ser una compositora, pianista, organista i arpista de jazz estatunidenca.
És coneguda, entre altres raons, per ser una dels pocs músics de renom que han fet servir l'arpa en les bandes de jazz. Abans que ella ho feren Daphne Hellman (1916-2002), Betty Glamann (1923-1990), Dorothy Ashby (1932-1986), Corky Hale (1936) i, més tard, Deborah Henson-Conant.
Formada en estudis de piano clàssic, des que tenia set anys, aviat es va integrar en l'àmbit jazzístic de Detroit, on havia tocat amb els saxofonistes Yusef Lateef i Lucky Thompson o el guitarrista Kenny Burell. Després d'estar un temps a París, s'instal·là a Nova York i s'incorporà al quartet de Terry Gibbs. En conèixer John Coltrane va entrar a tocar amb el seu grup.
Casada amb John Coltrane durant quatre anys, des de la mort del músic va ser la curadora del seu llegat.
Després de la mort de Coltrane, orientà la seva vida envers l'espiritualitat i la meditació, viatjà a lÍndia i s'inicià en l'hinduisme, adoptà el nom de Turiya Sangitananda. De nou a Califòrnia, es dedicà a partir d'aleshores a la música meditativa.

## Discografia
- John Coltrane: Infinity. Enregistraments de 1965 i 1966 de la banda de John Coltrane amb modificacions posteriors d'Alice i els seus músics: Charlie Haden, Joan Chapman i Oran Coltrane, més una secció de corda. Aquest àlbum, el publicà Impulse! el 1972.
- A Monastic Trio (Impulse!, 1967).
- Huntington Ashram Monastery (Impulse!, 1969).
- Ptah, the El Daoud (Impulse!, 1970).
- Journey in Satchidananda (Impulse !, 1970).
- Universal Consciousness (1971).
- World Galaxy (Impulse!, 1971).
- Lord of Lords (Impulse!, 1973)
- Reflection on Creation and Space (a Five Year View) (1973).
- Illuminations (àlbum d'Alice Coltrane and Carlos Santana)|Illuminations (CBS, 1974), amb Carlos Santana.
- Eternity (Warner, 1975).
- Rādhā|Radha - Krisna Nama Sankirtana (Warner, 1976).
- Transcendence (Warner, 1977).
- Transfiguration (Warner, 1978).
- Turiya Sings (1982).
- Divine Songs (1987).
- Infinite Chants (1990).
- The Music of Alice Coltrane: Astral Meditations (1999). Recopilatori.
- Translinear Light (Impulse!, 2004).
- The Impulse Story (2006). Recopilatori.